# Ritratto di Galeazzo Maria Sforza
Il Ritratto di Galeazzo Maria Sforza è un dipinto a tempera su tavola (65x42 cm) di Piero del Pollaiolo, databile al 1471 e conservato nella Galleria degli Uffizi a Firenze.

## Storia
Nel 1471 il signore di Milano Galeazzo Maria Sforza visitava Firenze per la terza volta, per rinsaldare l'alleanza politica con Lorenzo il Magnifico. Le cronache dell'epoca ricordano come il 13 marzo fece il suo ingresso in città, indossando "uno broccato azzurro gigliato, a la divisa et arme francese", come compare anche nel ritratto.
L'opera è stata restaurata nel 1994: in quell'occasione si è appurato come il ritratto venne dipinto direttamente sulla tavola senza preparazione, alla maniera fiamminga. L'opera era forse in dittico con un ritratto di Federico da Montefeltro, duca di Urbino: le due opere sono ricordate nell'inventario di Palazzo Medici del 1492, nella cosiddetta "camera di Lorenzo".

## Descrizione e stile
Su uno sfondo scuro uniforme, lo Sforza è ritratto di tre quarti voltato a destra, in atteggiamento spontaneo. I capelli sono ondulati, come le fonti ricordano amasse acconciarli, il naso aquilino, il mento pronunciato, l'espressione fiera e decisa. La veste è alla francese, con il giglio di Francia in campo azzurro, privilegio araldico a lui concesso dopo il matrimonio con Bona di Savoia. Dal collo spunta una pelliccia chiara. Al collo indossa una catena d'oro con una pietra preziosa rossa a forma di cuore. La mano destra indossa un sottilissimo guanto e tiene quello dell'altra mano in pugno, mentre l'indice indica verso destra.